# Bitwa pod Cold Harbor
Bitwa pod Cold Harbor (ang. Battle of Cold Harbor) – bitwa stoczona w dniach 31 maja – 12 czerwca 1864 roku podczas wojny secesyjnej w hrabstwie Hanover w Wirginii. Naprzeciw siebie stanęły: unijna Armia Potomaku dowodzona przez generała Ulyssesa Granta wraz z XVI Korpusem dowodzonym przez generała George’a Meade’a i konfederacka Armia Północnej Wirginii dowodzona przez generała Roberta E. Lee. Zakończyła się zwycięstwem konfederatów. Po stronie Unii wzięło w niej udział 108 tysięcy ludzi, po stronie Konfederacji 62 tysiące. Była to jedna największych i najkrwawszych bitew wojny secesyjnej, a także ostatnie zwycięstwo generała Lee i ostatnia duża wygrana Konfederacji.

## Opis
Po stoczeniu w maju 1864 roku nierozstrzygniętych bitew w dziczy i pod Spotsylvanią (które przyniosły znaczne straty i podkopały wolę walki konfederatów) generał Grant kontynuował marsz wraz ze swoją armią na stolicę stanu Wirginia, Richmond i postanowił wydać walną bitwę armii generała Lee, która okopała się przy Cold Harbor, około 16 kilometrów na północny wschód od Richmond. Grant był przekonany, że po wcześniejszych bitwach armia Konfederacji była „naprawdę sprana”, jednak ofiary po stronie Unii też były znaczne. Grant postanowił zadać ostateczny cios konfederatom i zająć Richmond. 31 maja zaczęły się drobne potyczki, jednak główny atak (i, jak się okazało, decydujące starcie) nastąpił 3 czerwca, gdy Grant poprowadził frontalny atak na pozycje obronne konfederatów, sądząc, że siły przeciwnika są nadszarpnięte, jednak Lee wykorzystał opóźnienie Granta w ataku i zdążył wezwać posiłki oraz umocnić fortyfikacje. Skutkiem niespodziewanie dobrego przygotowania konfederatów była masakra wojsk Unii: w ciągu godziny ponad 7 tysięcy żołnierzy Unii zostało zabitych lub rannych, zanim Lee powstrzymał atak. Przez następnych 9 dni dwie armie stały naprzeciw siebie w dwóch okopach, tocząc jedynie drobne potyczki, później Grant wycofał swoje siły. Armia Unii straciła pod Cold Harbor 1844 zabitych, 9077 rannych i 1816 jeńców lub zaginionych, a Armia Konfederacji tylko 83 zabitych, 3380 rannych i 1132 jeńców. Po bitwie Grant stwierdził, że żałuje tego ataku bardziej niż któregokolwiek, który w życiu rozkazał.